# 팔베니아
팔베니아(학명:Palvennia hoybergeti)는 어룡목 안룡과에 속하는 어룡이다. 지금은 멸종된 종으로서 전체적인 몸길이가 4m인 거대한 어룡에 속한다.

## 특징
팔베니아는 노르웨이 중앙 스피츠베르겐의 쥐라기 최상부에서 발견된 멸종된 안룡류 어룡류 속이다. 그것은 모식표본의 발견을 이끈 오슬로의 고생물학 박물관의 친구 팔벤의 이름을 따서 붙여졌다. 팔베니아는 아가르드필레트층(볼기안 중기/티토니아 후기, 쥐라기 후기)의 슬로츠뫼야족(Slottsmöya)의 한 두개골로 알려져 있다. 두개골의 길이는 860mm이지만 매우 짧은 연골(두개 길이의 약 0.6배)을 가지고 있어서 이크티오사우루스와 비슷하다. 이 때문에 궤도는 매우 커 보이지만(해골 길이의 0.34배), 이는 파쇄에 의해 영향을 받을 수 있다. 유일하게 알려진 종은 팔베니아 호이베르게티 드러켄밀러 에트 알이다. 이것이 명명된 것은 2012년이다. 2019년에 팔베니아는 니콜라이 즈베르코프와 나탈랴 프립스카야에 의해 별도의 종으로 유지되었지만 같은 해 말에 레네 델셋과 동료들에 의해서 이 동의어가 반대되었고 그들은 그들이 분리된 속이라고 주장했다. 길게 튀어나온 주둥이에는 총 15~25개의 날카로운 이빨들이 나 있다. 먹이로는 당대에 서식했던 물고기, 두족류, 갑각류를 주로 잡아먹고 살았을 육식성의 어룡으로 추정되는 종이다.

## 생존시기와 서식지와 화석의 발견
팔베니아가 생존했었던 시기는 중생대의 쥐라기 후기로서 지금으로부터 1억 6000만년전~1억 4500만년전에 생존했었던 종이다. 생존했었던 시기에는 유럽을 중심으로 하는 대서양, 북극해에서 주로 서식했었던 어룡이다. 화석의 발견은 2012년에 유럽의 쥐라기에 형성된 지층에서 유럽의 고생물학자들에 의하여 처음으로 화석이 발견되어 새롭게 명명된 종이다.

## 같이 보기
- 파충류
- 중생대
- 쥐라기
- 어룡
- 화석